# Marjolein Buis
Marjolein Buis (* 11. Januar 1988 in Nijmegen) ist eine ehemalige niederländische Rollstuhltennisspielerin.

## Karriere
Marjolein Buis leidet an der Bindegewebserkrankung Ehlers-Danlos-Syndrom an ihren Knöcheln und ist auf einen Rollstuhl angewiesen. Sie begann im Alter von 17 Jahren mit dem Rollstuhltennis und startete in der Klasse der Paraplegiker.
Sie nahm 2012 an den Paralympischen Spielen in London teil. In der Einzelkonkurrenz schied sie im Viertelfinale gegen Sabine Ellerbrock in drei Sätzen aus. Im Doppel gewann sie mit Esther Vergeer die Goldmedaille. Im Endspiel besiegten sie Jiske Griffioen und Aniek van Koot mit 6:1, 6:3. 2016 schied sie im Einzel erneut im Viertelfinale aus. In der Doppelkonkurrenz gewann sie mit Diede de Groot die Silbermedaille.
Bei Grand-Slam-Turnieren feierte sie 2012 an der Seite von Esther Vergeer bei den French Open den Titelgewinn im Doppel. 2016 gewann sie im Doppel außerdem die Australian Open, während sie bei den French Open ihren ersten Grand-Slam-Titel im Einzel gewann. 2017 folgten weitere Doppeltitel bei den French Open und den US Open, sowie 2018 bei den Australian Open. In der Weltrangliste erreichte sie ihre besten Platzierungen mit Rang zwei im Einzel am 26. Dezember 2016 sowie mit der Weltranglistenführung im Doppel am 5. November 2012.
2014 schloss sie parallel zu ihrer sportlichen Karriere ein Bachelorstudium in Psychologie ab.
2019 beendete sie ihre Karriere.